# Moskvitj

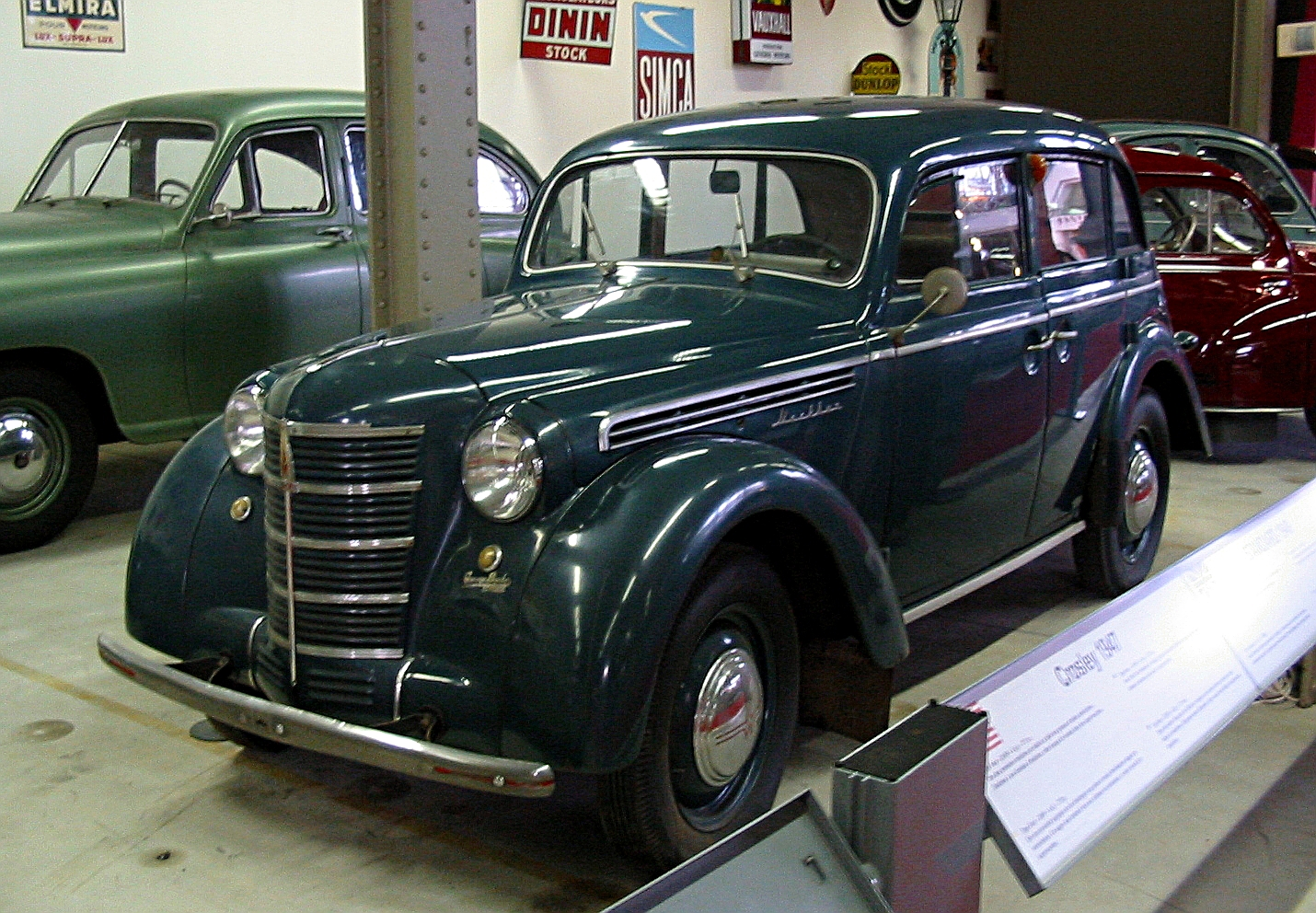
Moskvitj 400 är från början en Opel Kadett.

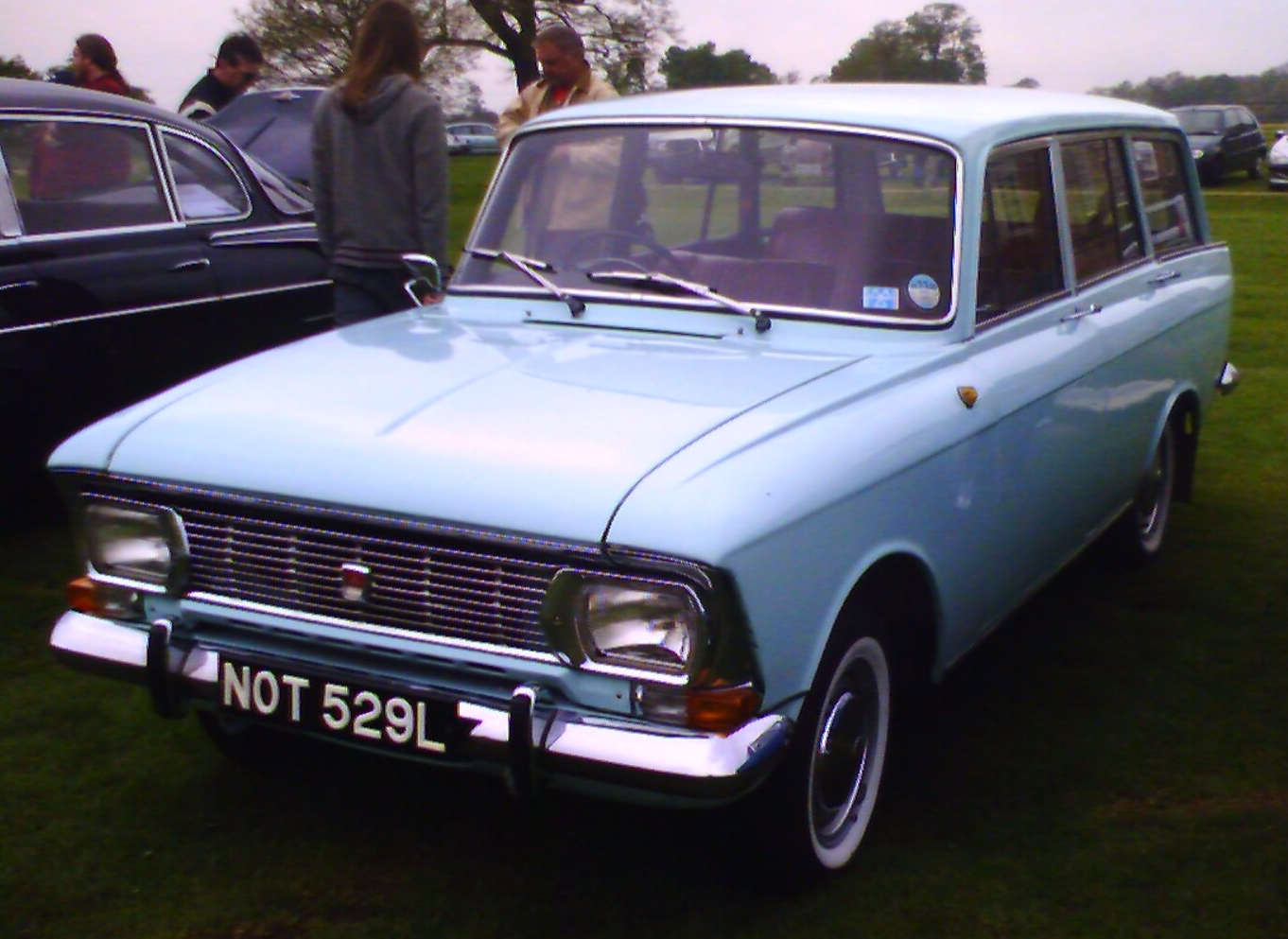
Moskvitj 427

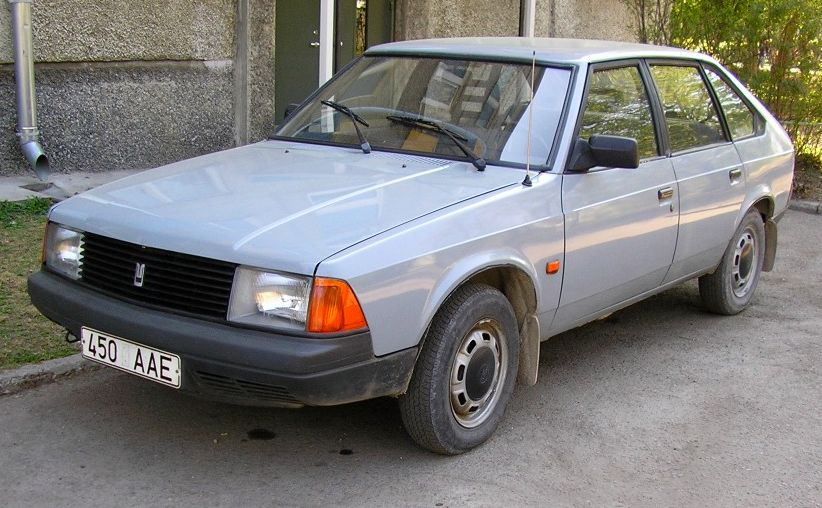
Moskvitj 2141 Aleko

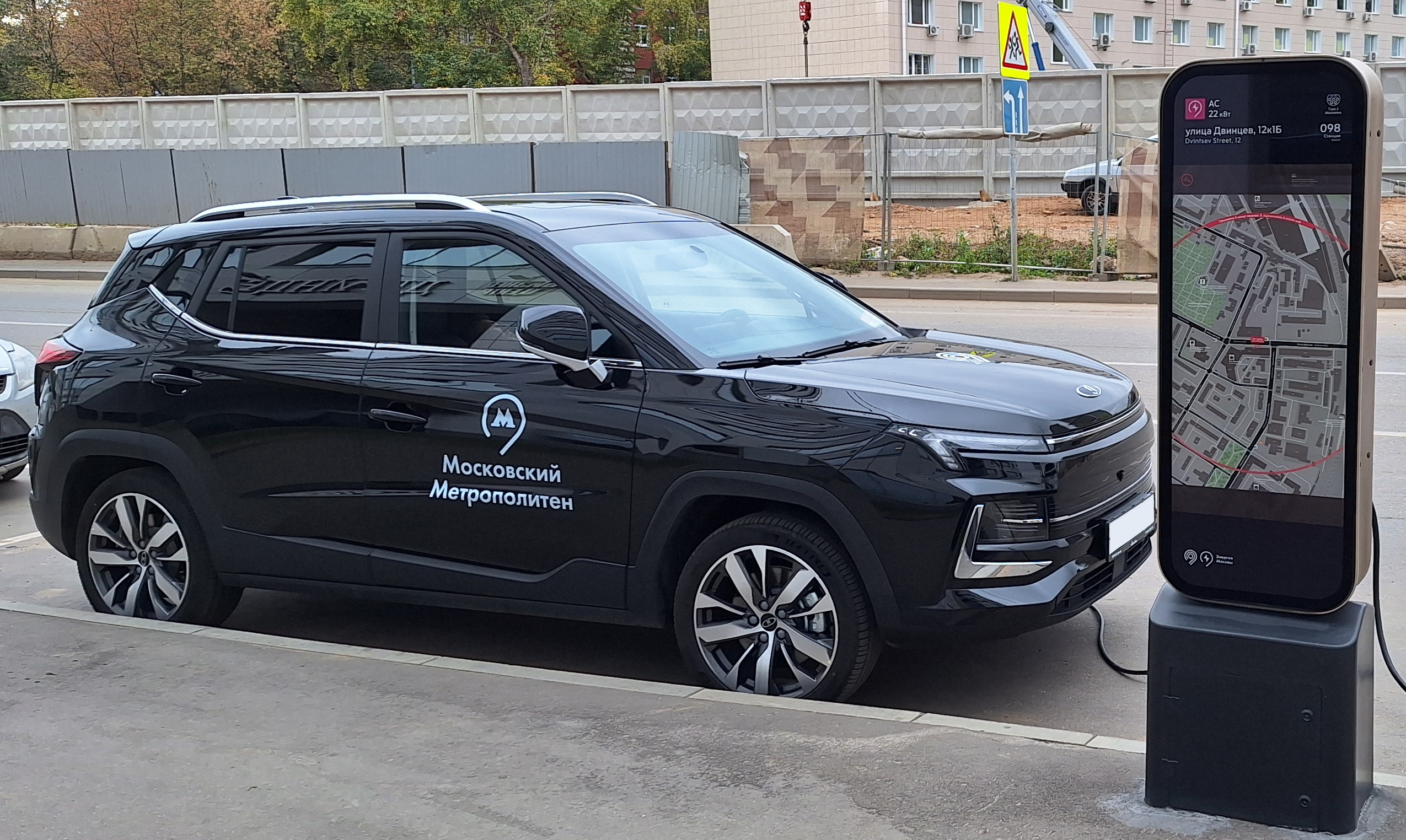
Moskvitj 3e

Moskvitj (Mocквич) var en rysk (tidigare sovjetisk) biltillverkare.

## Historia
Moskvas bilfabrik (Mосковский автомобильный завод (МЗМА), nuförtiden AZLK,) började tillverka bilar år 1929 i samarbete med Ford. Den första modellens bas var Ford A och AA bilar. Efter andra världskriget började fabriken med en Opel Kadett-modell från 1930-talet som började tillverkas i Sovjetunionen under namnet Moskvitj. Sovjetunionen hade monterat ned Opel-fabriken i Brandenburg efter kriget och tagit med sig hela produktionen som krigsskadestånd 1945. Den första Moskvitjen var således identisk med Kadetten. Dess modellnamn var KIM-10. Nya modeller följde och Moskvitj exporterade även bilar utomlands. 1986 kom märkets första framhjulsdrivna bil, Aleko, som även salufördes som Lada Aleko på vissa marknader.
Moskvitj upphörde med sin produktion 2002 och gick officiellt i konkurs 2006.
Moskvitj återupplivades 2022 till följd av västerländska sanktioner mot Ryssland. De nya modellerna är ryskproducerade och omdöpta versioner av modeller från kinesiska JAC Motors.